# Massage du nourrisson
 (janvier 2025).

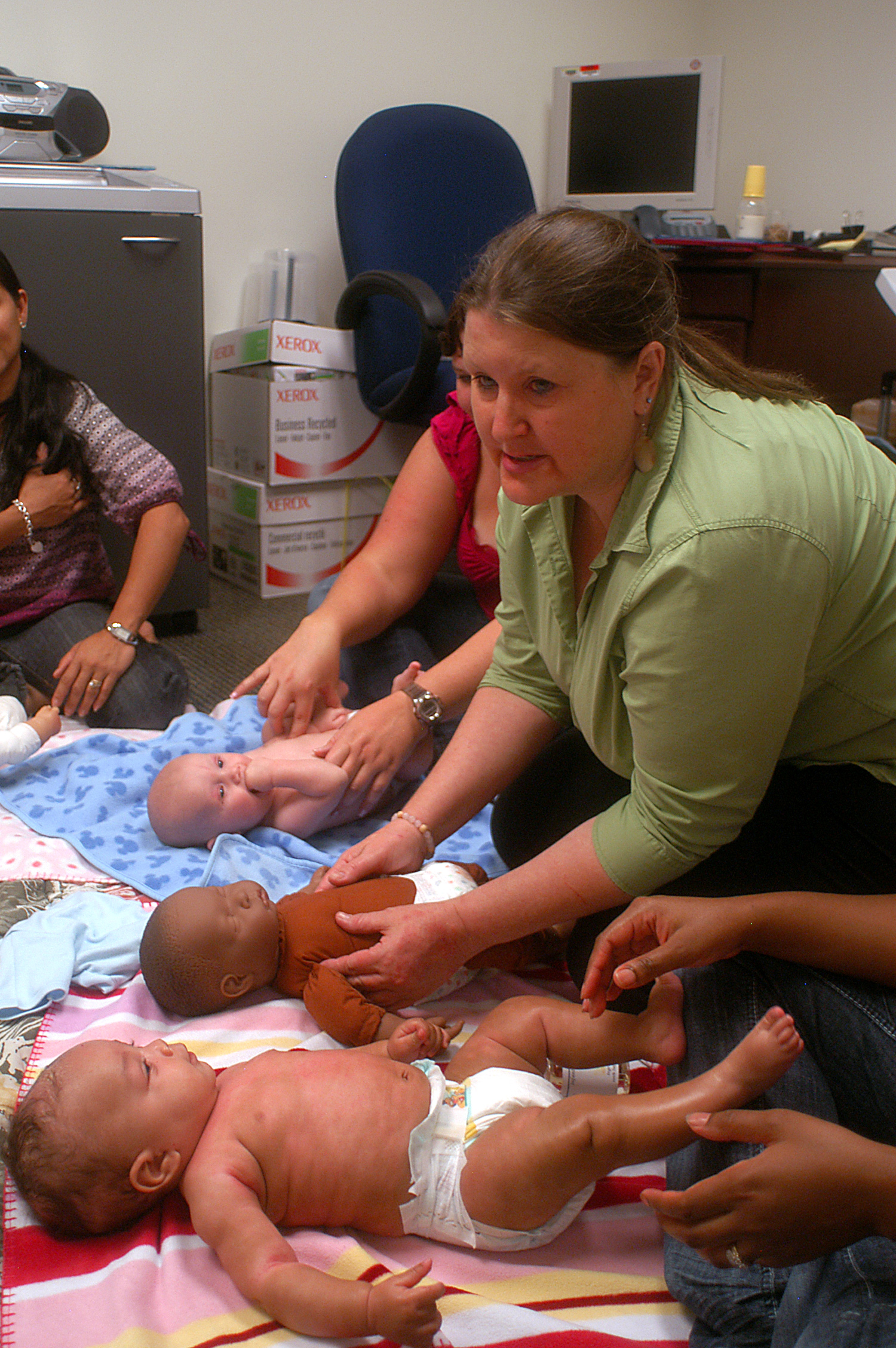
Formation des jeunes mères aux États-Unis

Le massage du nourrisson est (ou était) pratiqué après la naissance dans de nombreuses sociétés traditionnelles (après coupe du cordon ombilical parfois chez les Wolof en Afrique équatoriale et tropicale). Il était pratiqué par de nombreux peuples, du Grand Nord Canadien, de l'Afrique équatoriale et tropicale, en Inde, en Irlande du Nord, ou dans les îles Pacifiques.

## Types de massages des nourrissons

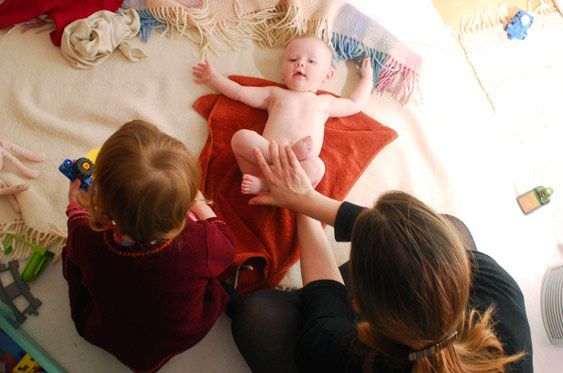
Massage à l'huile

Selon les cas et les rituels, il est pratiqué par la mère ou une personne proche de la mère (la grand-mère chez les Wolof). Le bébé est généralement nu et allongé sur les jambes de la masseuse.
La masseuse est le plus souvent assise sur le sol (éventuellement appuyée le dos contre un mur), les jambes allongées au sol.
Les mains de la masseuse sont préalablement enduites de graisse végétale ou d'une huile végétale éventuellement parfumée (par les mains passées au-dessus d'encens brûlant par exemple, chez les Wolofs). 
Ce massage précède ou suit souvent la toilette du bébé.

## Manipulations
Le bébé subit des mains de la masseuse de nombreuses manipulations ; étirement, pressions, torsions, suspension, pédalage des pieds, etc. Le nourrisson est parfois aussi secoué de haut en bas, et plusieurs fois renversé et/ou suspendu par les pieds ou la tête.

Massage à l'africaine (Bénin).
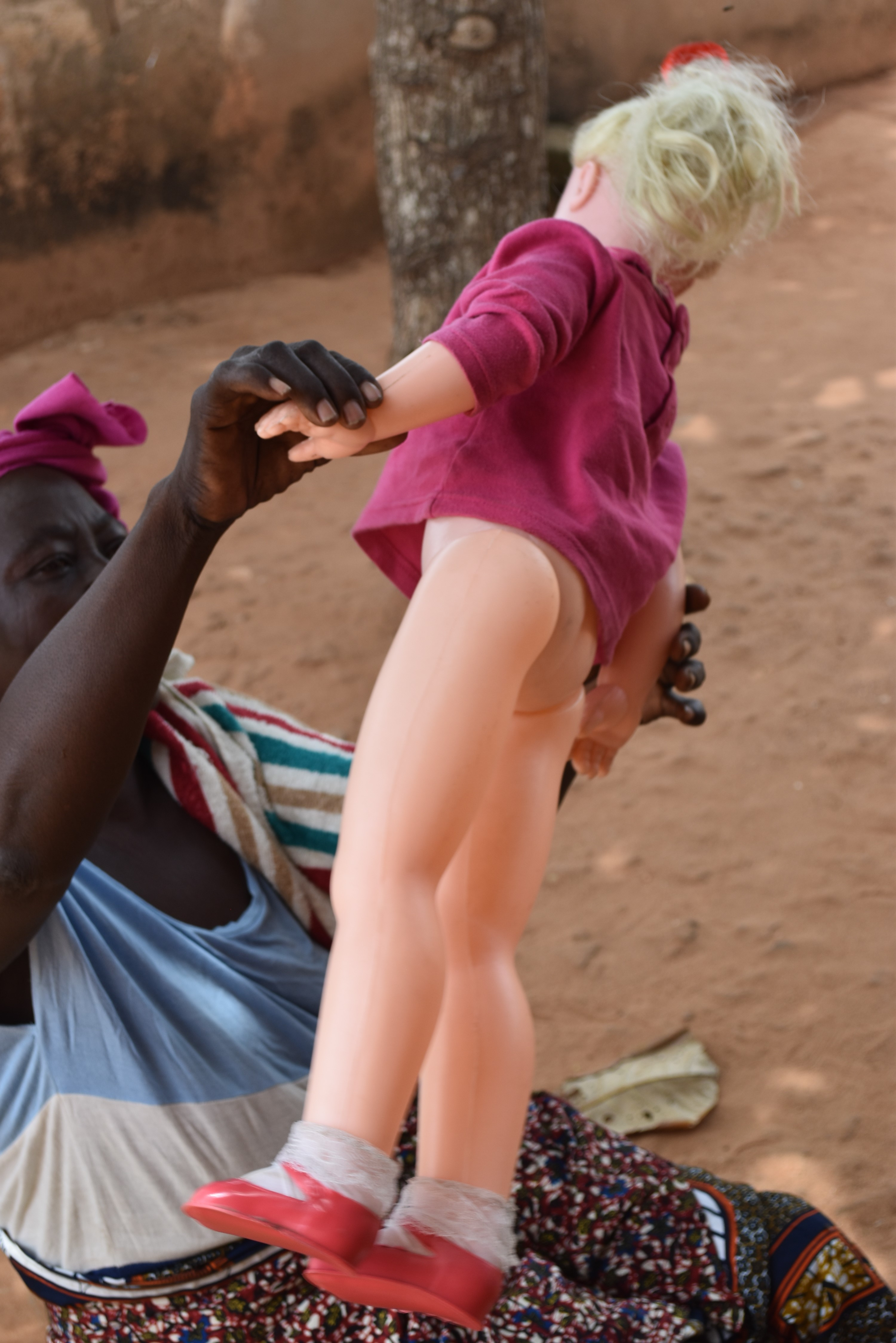
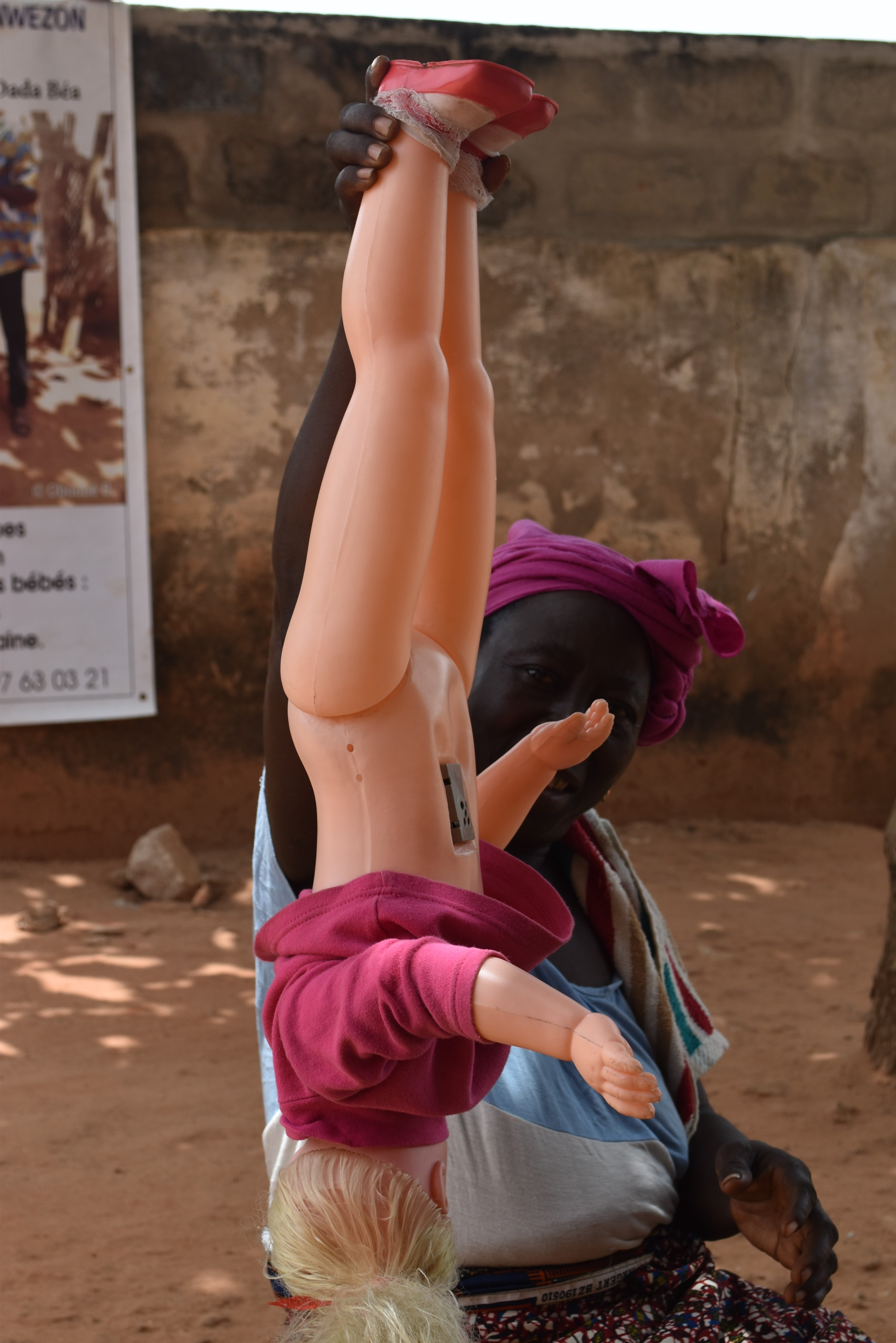
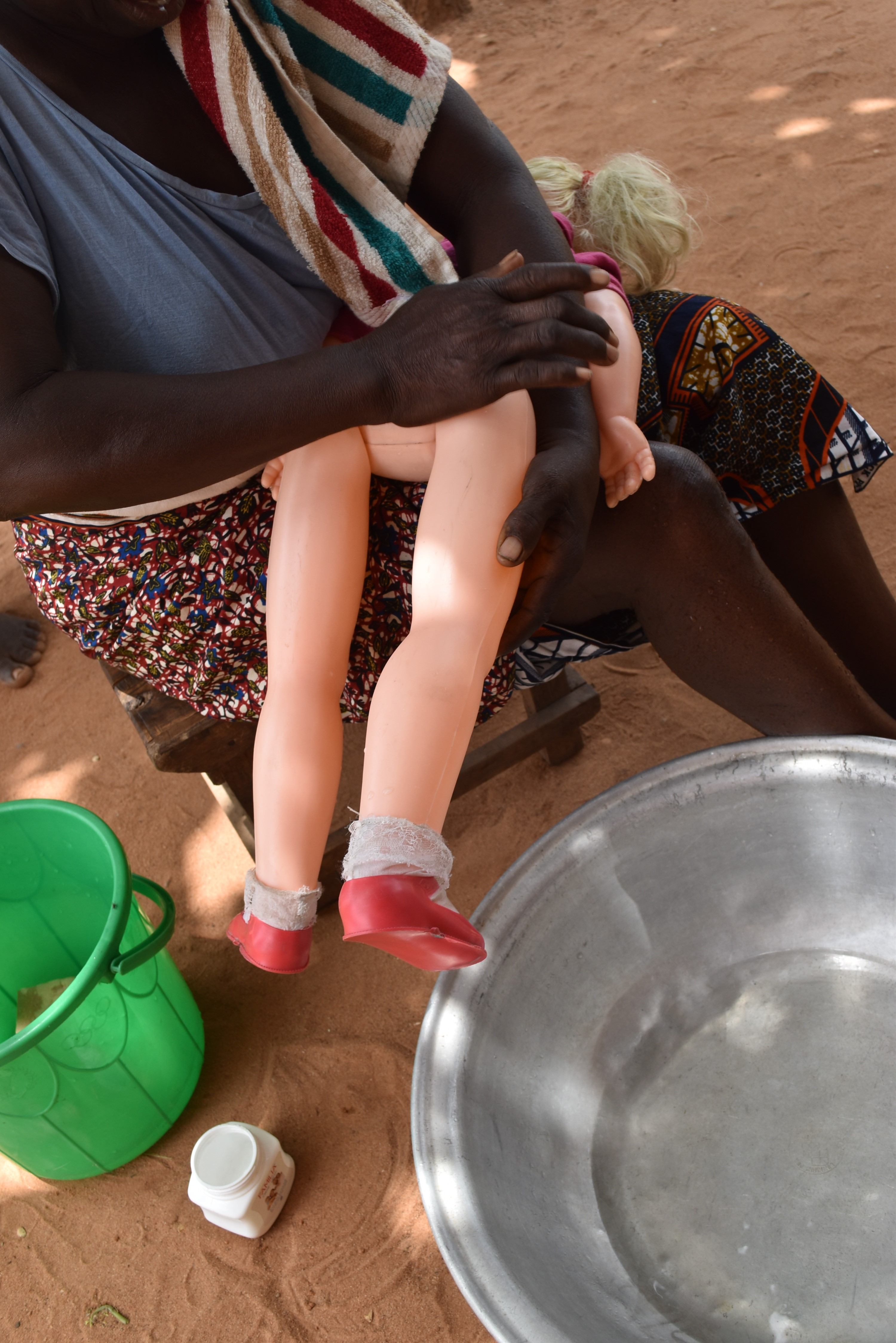
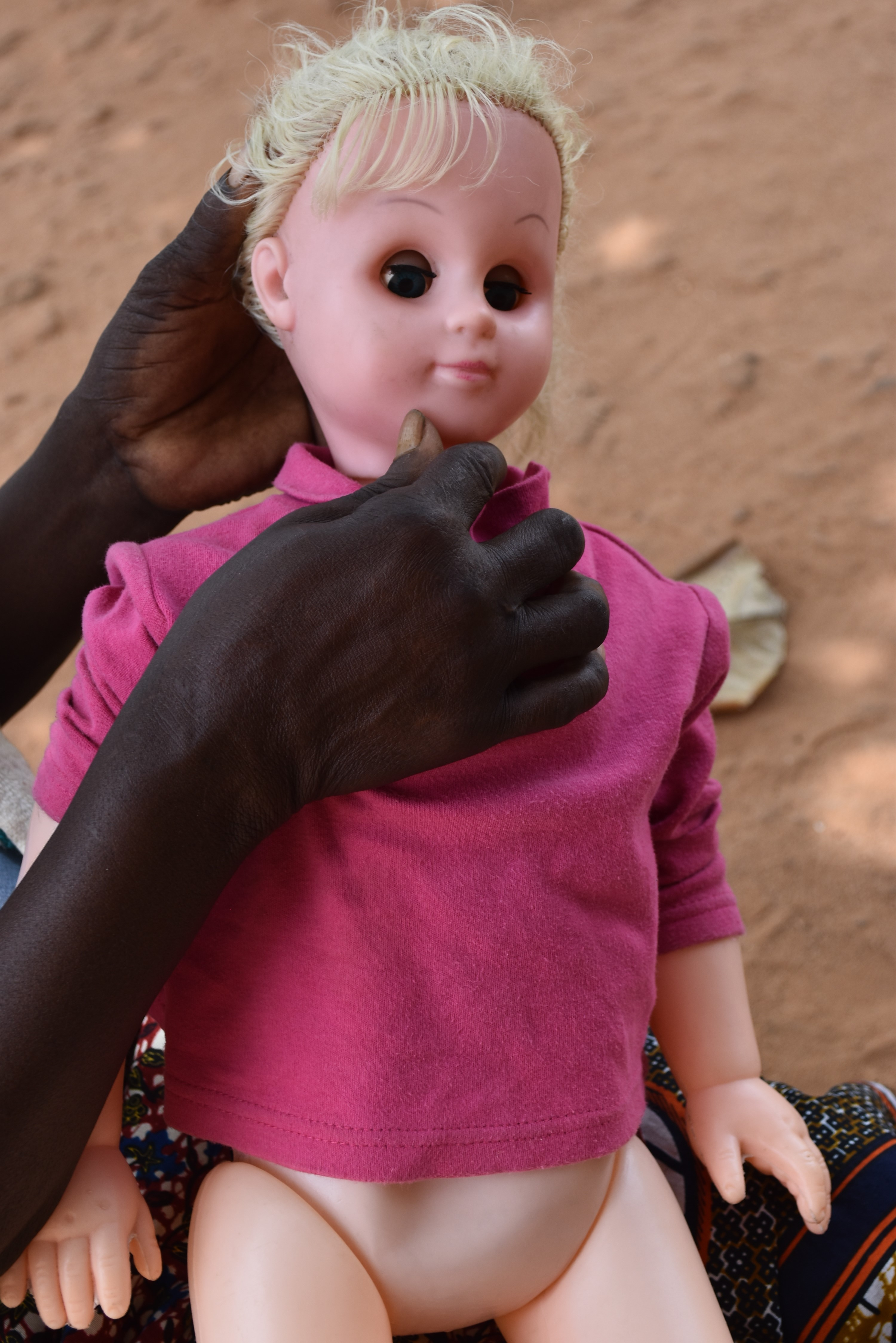
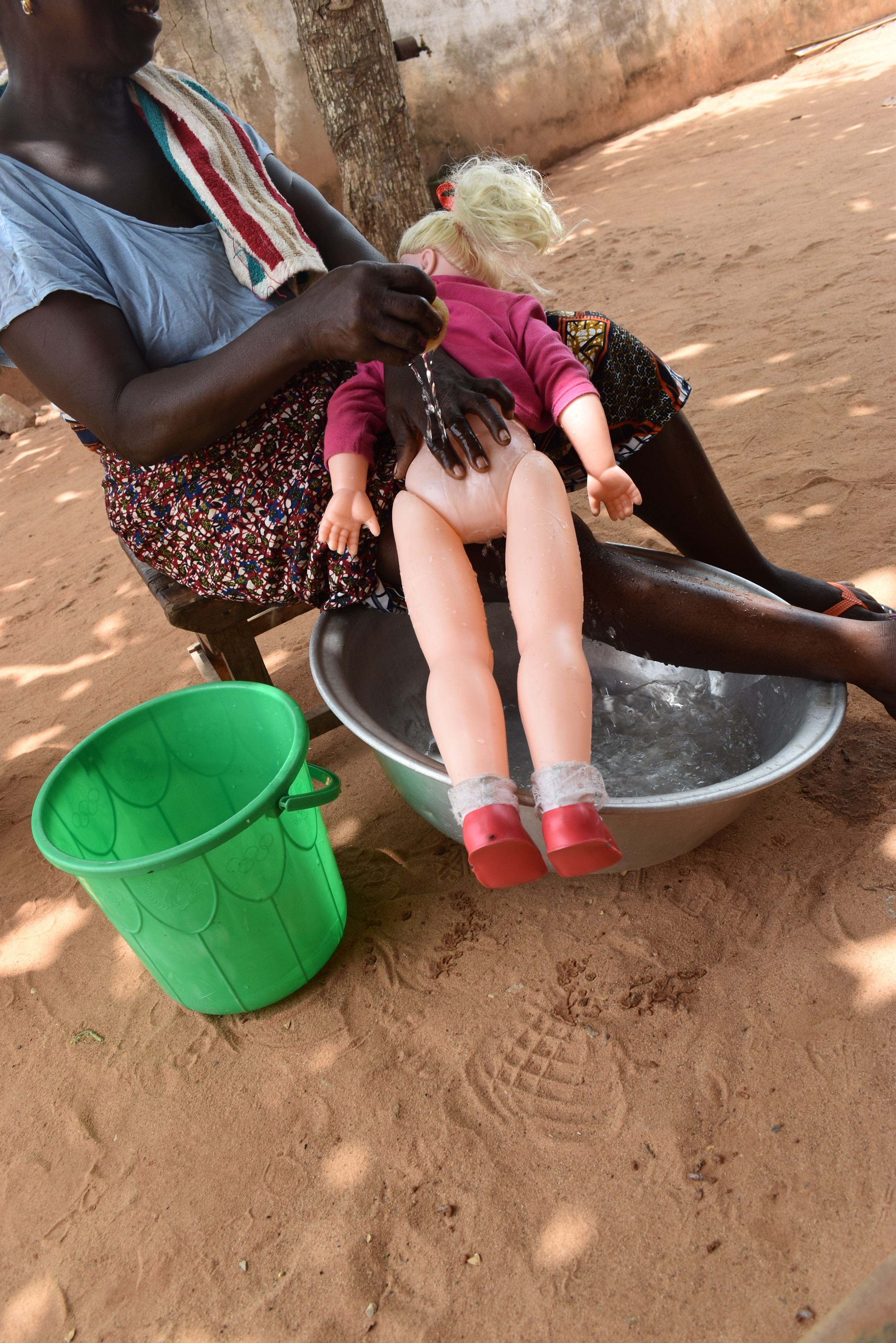
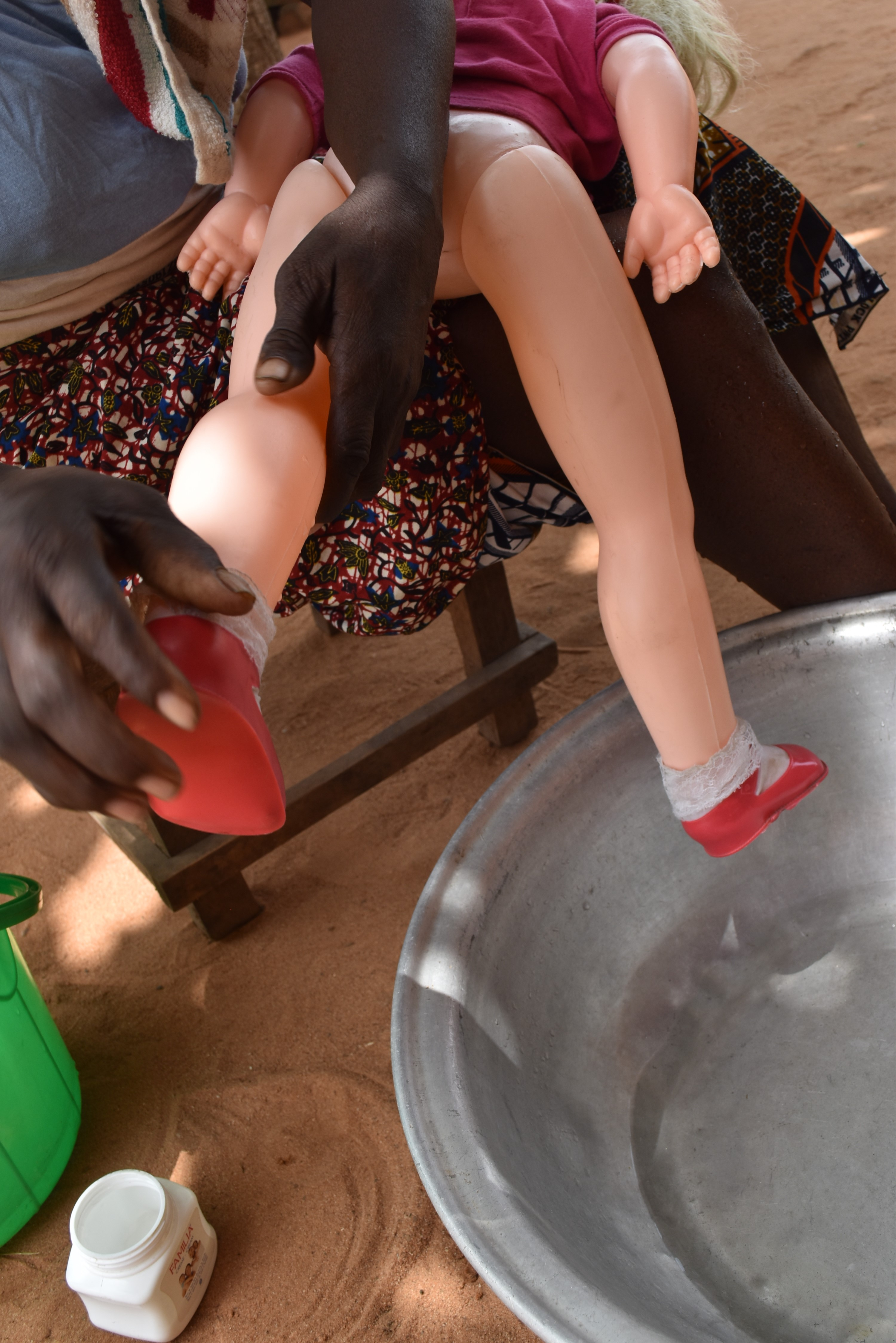
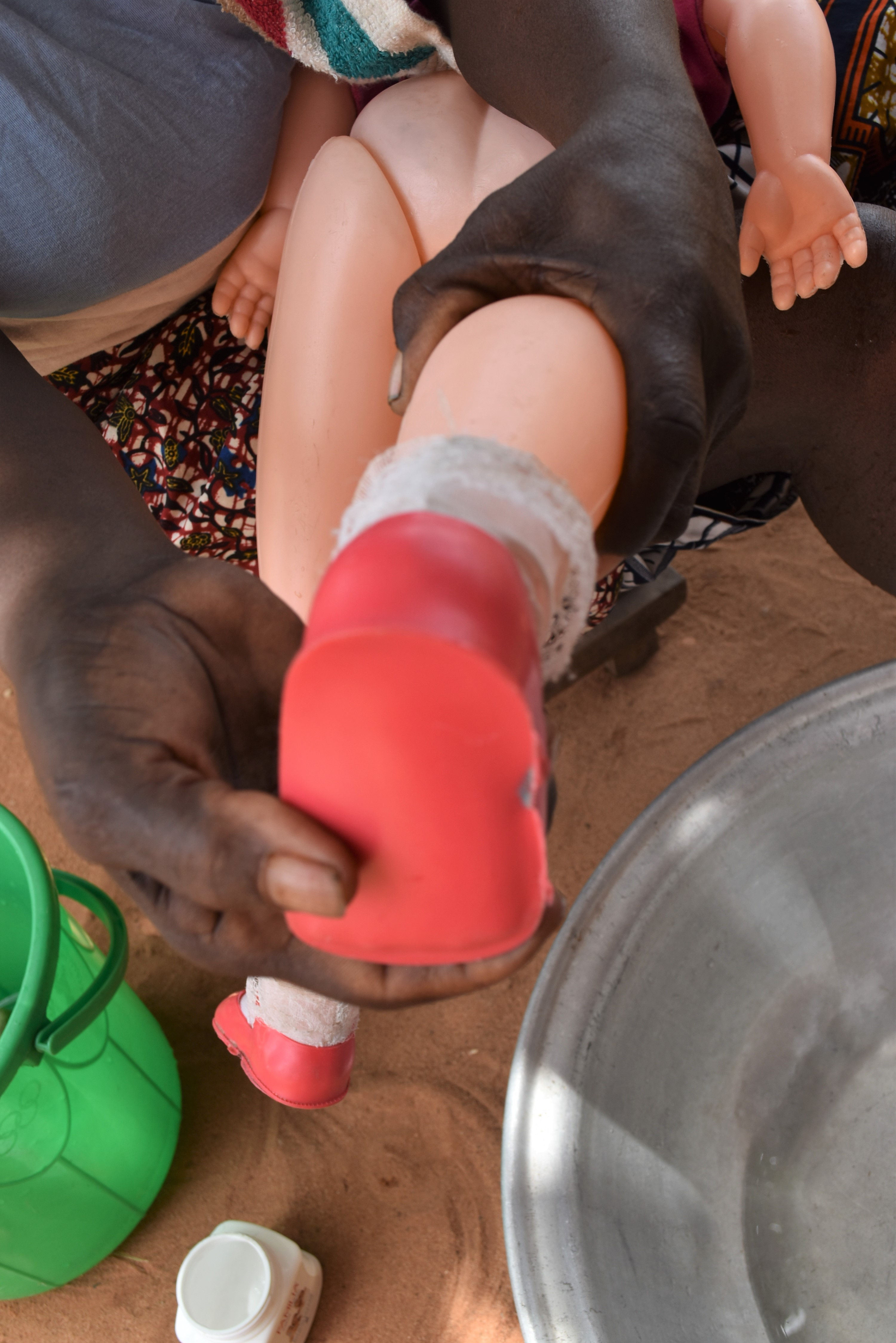

## Significations
Les rituels de massage de nourrissons ont un sens. Certaines cultures considèrent qu'ils préparent la vie du futur adolescent (sur le plan de la virilité, de la fécondité, du courage, de l'adresse, de l'équilibre et de la socialisation). Certains massages reproduisent le passage de la naissance (accouchement), pour créer symboliquement les conditions d'une « renaissance » à la vie sociale. 
Une fonction médicinale est parfois attribuée à ces rituels, certains allant jusqu'à affirmer qu'ils soigneraient certains organes. Ils sont perçus comme un moyen d'aider le bébé à affiner son schéma corporel et à développer sa psychomotricité. Ces massages sont parfois aussi vus comme une occasion de socialisation avec le groupe, lorsqu'il est pratiqué par une autre personne que la mère.
Chaque massage peut être aussi l'occasion pour la masseuse ou le masseur de vérifier l'absence d'anomalies sur la peau ou dans le corps (durceurs, kystes, etc.). 

## Intérêts avancés
Il offrirait :
- une stimulation des systèmes circulatoires (sanguin, lymphatique, digestif, respiratoire), ainsi que du système nerveux et des centres de l'équilibre (oreille interne, cerveau). Il est réputé renforcer le système immunitaire... et contribue à décongestionner les sinus, soulager les maux de dents, certaines formes de coliques ou constipation. il favorise enfin l'expulsion des mucosités...[réf. nécessaire]
- une source de relaxation et un moyen de développer des liens de confiance entre le bébé et les adultes qui s'en occupent, soulageant le stress. Il aiderait le bébé à dormir et à prendre confiance en son corps
- une source régulière d'Interaction adulte-enfant ou parent-enfant, et une forme particulière de communication non verbale passant par le contact corporel/visuel/vocal/d'écoute. Il semble pouvoir stimuler l'attention du bébé ou du jeune enfant sur son corps et sur ce qui se passe autour de lui ;
- une occasion de contact direct et « face à face » entre la mère ou la masseuse (ou le masseur) et l'enfant.
- un équilibre hormonale chez la personne qui masse et le nourrisson; l'ocytocine qui produit l'hormone du plaisir ou de l'amour, l'hormone mélatonine, androphine qui permet de soulager les douleurs du nourrisson et prolactine
- une aide a gérer les émotions et les états de souffrance du nourrisson.